# Biblioteca Vallesiana
La Biblioteca Vallesiana è un'antica istituzione culturale di Castelfiorentino. La sede è un edificio storico risalente al XVIII secolo, poco lontano dal Palazzo Comunale. 

## Storia
L'inaugurazione risale al 17 novembre 1889 e si deve principalmente al patrimonio librario donato al Comune da Francesco Vallesi. Vallesi, appartenente ad una delle famiglie più importanti di Castelfiorentino, era stato gonfaloniere con i Lorena e primo sindaco di Castelfiorentino dopo l'unità d'Italia, oltre ad aver ricoperto molte altre importanti cariche pubbliche. Egli, alla morte (avvenuta nel 1887), aveva garantito 3000 volumi purché fossero sistemati in locali idonei, aperti al pubblico e custoditi da personale qualificato.
A memoria della prima fase della storia della biblioteca si segnala la presenza di una lapide che ne commemora l’inaugurazione e di un ritratto di Francesco Vallesi, dipinto da Annibale Gatti, nella sala di lettura.
Questo primo nucleo viene arricchito dai volumi provenienti dalla Società popolare circolante che nel 1869 era stata la prima pubblica Biblioteca del paese. Tale fondo fu acquisito con destinazione d'uso distinta da quello del primo nucleo ed era, infatti, in grado di garantire il diritto alla lettura a domicilio da parte dei soci.

## Patrimonio
Attualmente la biblioteca conta circa 58 000 documenti, di cui oltre 6 000 destinati ai lettori più giovani. Il patrimonio storico documentario è completato da circa 8 000 documenti del fondo antico, circa 7 000 foto e diapositive facenti parte dell'Archivio fotografico comunale e una raccolta di manifesti e locandine relative alla sezione locale.
Di particolare interesse sono tre incunaboli e oltre 60 cinquecentine tra le quali una Bibbia in sette volumi e l'opera di Aristotele, nonché il codice di Giustiniano; mentre fra le edizioni seicentesche particolarmente rilevante una Bibbia con frontespizio inciso di Giambattista Tiepolo e, per concludere, un'edizione completa del XVIII secolo dell'Encyclopédie di Diderot e d'Alembert. 
L'istituzione è particolarmente attiva e organizzata non solo nella consultazione e nel prestito tradizionalmente intesi, ma anche in una serie di iniziative che portano la Biblioteca Vallesiana ad essere rivolta ad un pubblico «debole», per esempio anziani, migranti e fasce sociali culturalmente povere, secondo le linee già indicate nel progetto «Pubblico e biblioteca» elaborato negli anni Ottanta. Grazie a questo progetto la Vallesiana è sede del coordinamento nazionale delle biblioteche «Fuori di sé». Nel 1997 vince il premio Cento progetti al servizio dei cittadini bandito dal Dipartimento della funzione pubblica alla Presidenza del Consiglio dei Ministri. Dal 1999 è, inoltre, centro interculturale legato al progetto regionale Porto Franco.